# NGC 5247
NGC 5247 ist eine Balkenspiralgalaxie vom Typ SBbc und liegt im Sternbild Jungfrau. Sie ist rund 56 Millionen Lichtjahre von der Milchstraße entfernt.
Das Objekt wurde am 17. Februar 1785 von Wilhelm Herschel entdeckt.